# José Sánchez Peña
José Sánchez Peña (Córdoba, 6 de enero de 1801-ibidem, 31 de agosto de 1883) fue un empresario español. Introdujo la máquina de vapor por primera vez en Córdoba en su fábrica de sombreros en el actualmente conocido como Mercado de Sánchez Peña ubicado en la plaza de la Corredera.

## Biografía
Sánchez Peña nació en el Paseo de la Ribera, en la casa número 21. Estudió en el Seminario de San Pelagio y fue exiliado en Francia por sus ideas aperturistas durante el Trienio Liberal al regreso del monarca Fernando VII. Consigue cierta reputación como sombrerero y en 1826 un empresario de Normandía le procuró un certificado de conocimientos. Tras la muerte de Fernando VII en 1833, regresó a España donde trabajó en una empresa industrial en Jaén, para más tarde volver a su ciudad natal con su padre.
Alrededor de 1845 compró la antigua cárcel y consistorio ubicado en la plaza de la Corredera por casi 105.000 reales, una vez realizada la compra, invirtió 120.000 reales más en su restauración. El 23 de agosto de 1846 se inauguró esta nueva fábrica de sombreros, la primera que utilizaba máquinas de vapor. Unos años más tarde, la fábrica albergó a más de 120 trabajadores que realizaban en torno a 30.000 sombreros calañeses y 3.500 sombreros finos a la inglesa. Fue uno de los primeros que ofreció un salario justo, así como instaló baños en la misma fábrica, además, situó un reloj en la fachada para servicio de todos los vecinos.
Sánchez Peña continuó viajando por Europa y recibió numerosos premios y medallas, por ejemplo, en la Exposición Universal de París. Contrajo matrimonio con Serapia Muñoz, quien falleció en 1846 con treinta y seis años, y tuvo tres hijos llamados Engracia, José y Luis. A partir de 1873, comenzó a dejar en manos de su hijo José el legado de la empresa, no obstante, continuó su labor construyendo la casa de baños La Merced y la de La Salud. Asimismo, encargó un retrato de su esposa y suyo al artista Rafael Romero Barros, que fue adquirido por el Museo de Bellas Artes de Córdoba en 2011 y restaurado por María José Robina en 2020.
Falleció en Córdoba y su funeral fue celebrado en la iglesia de San Pedro.